# Акт о территории Юкон (1898)
Акт о территории Юкон (англ. The Yukon Territory Act, 1898) — закон, изданный канадским правительством в 1897 году, одобренный королевой Великобритании Викторией 16 августа 1897 года и учредивший отдельную единицу «Территория Юкон» в составе Доминиона Канады.
Закон был написан по образу аналогичного закона о Северо-Западных территориях. В частности, закон предусматривал единственный официальный язык территории — английский.